# Луни Маре (Ла Специја)
Луни Маре је насеље у Италији у округу Ла Специја, региону Лигурија.
Према процени из 2011. у насељу је живело 909 становника. Насеље се налази на надморској висини од 3 м.